# Lew Rockwell
Llewellyn H. Rockwell , Jr., detto Lew (Boston, 1º luglio 1944), è un economista statunitense, esponente della scuola austriaca, commentatore politico e attivista.

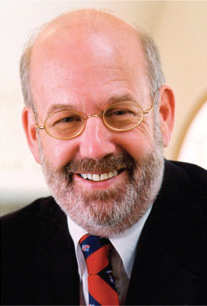
Lew Rockwell

Ha sostenuto pubblicamente la candidatura alle presidenziali del 2008 di Ron Paul, e il suo blog è uno dei più importanti tra quelli libertari a livello mondiale.

## Biografia
Lew Rockwell è cattolico ed ha una laurea in letteratura inglese alla Tufts University di Boston. Tra il 1978 e il 1982 ha fatto parte dello staff del candidato alle presidenziali del 2008, Ron Paul. Ha mantenuto anche negli anni a venire i rapporti con Paul, aiutandolo nella nascita de The Ron Paul Investment Letter, nella campagna elettorale delle presidenziali del 1988 che vedeva Paul candidato per il Libertarian Party e come membro della commissione d'esplorazione per un'eventuale candidatura paulista (candidatura poi non avvenuta) alle presidenziali del 1992.
Nel 1982 fondò ad Auburn (Alabama) il Ludwig von Mises Institute, di cui divenne presidente. Ricopre inoltre il ruolo di vice presidente del Center for Libertarian Studies che ha sede in California, e pubblica i suoi commenti politici sul suo blog, LewRockwell.com.
Le idee di Rockwell, molto influenzate dal collega e amico Murray N. Rothbard, uniscono il libertarianismo più estremo ad una cultura conservatrice e alle teorie economiche della Scuola austriaca. Propone inoltre ordini statali sempre più decentrati e federali, accompagnati da una costante diminuzione del potere del governo centrale; è anche favorevole ad ogni tipo di secessione.
Durante gli anni '90 Rockwell e altri filosofi libertari definirono le teorie di Rothbard paleolibertarie, anche se lo stesso Rockwell non utilizzò mai quel termine per rappresentare le proprie idee.
L'opera rockwelliana principale, nonché l'unica come autore, è Speaking of Liberty, dove riportò una serie di editoriali di molti libertarians americani. Pubblica inoltre, insieme al Mises Institute, il Journal of Libertarian Studies.

### LewRockwell.com
Lew Rockwell possiede un blog personale dove pubblica quotidianamente articoli, saggi e commenti a vari argomenti politici, specialmente di politica estera ed economica.
Ha pubblicato diversi saggi di accusa nei confronti della politica estera americana dell'ultimo secolo, definita da Rockwell stesso come imperialista. Critica inoltre la partecipazione degli Stati Uniti nella Seconda guerra mondiale e la deriva centralista e iper-statalista intrapresa dagli States negli ultimi decenni.
Proprio per questi articoli, che escono certamente dal politically correct tipicamente americano, ha attirato su di sé una serie di critiche.

### La controversia sulle newsletter di Ron Paul
Il 16 gennaio 2008 Reason, una rivista appartenente all'alveo libertario, ha pubblicato un articolo dove accusava Rockwell di essere lo scrittore delle controverse lettere apparse tra il 1989 e il 1994 a nome di Ron Paul. Rockwell si è subito chiamato fuori dai fatti.

## Opere

### Autore
- Speaking of Liberty, 2003

### Editore
- Man, Economy, and Liberty: Essays in Honor of Murray N. Rothbard (con Walter Block), 1986
- The Free Market Reader, 1988
- The Economics of Liberty, 1990
- The Gold Standard: Perspectives in the Austrian School, 1992
- The Irrepressible Rothbard, 2000